# Estadio Venustiano Carranza
Das Estadio Venustiano Carranza ist ein Fußballstadion mit Leichtathletikanlage in Morelia, der Hauptstadt des mexikanischen Bundesstaates Michoacán. 

## Geschichte
Das nach dem ersten nachrevolutionären Präsidenten Mexikos, Venustiano Carranza, benannte Stadion diente der Fußballmannschaft von Monarcas Morelia vom Winter 1964/65 bis zu ihrem Umzug 1989 ins größere und modernere Estadio Morelos ein Vierteljahrhundert lang als Heimspielstätte.
In der Saison 1983/84 der mexikanischen Primera División erzielte Morelias Torwart Félix Madrigal im Spiel gegen den Club León am 8. Januar 1984 in der 68. Minute ein Tor zum zwischenzeitlichen 3:1 (Endstand 4:2), als er den gegnerischen Torwart Víctor Manuel Aguado mit einem Schuss vom eigenen Strafraum überraschte.
Heute dient das Stadion als Heimspielstätte für die Frauenfußballmannschaft der Reinas del SUEUM de Morelia, dem Rekordmeister der Liga Mexicana de Fútbol Femenil, sowie der reaktivierten Männermannschaft von Atlético Valladolid.